# 山口浩
山口 浩（やまぐち ひろし、1960年 - ）は、日本の料理人、フランス料理シェフ、実業家。フランスの名店「ラ・コート・ドール」でベルナール・ロワゾーに師事。2000年設立の神戸北野ホテル運営会社の代表取締役で総支配人・総料理長。一般社団法人全日本・食学会理事。平成29年度「卓越した技能者（現代の名工）」表彰、平成30年秋の褒章「黄綬褒章」受章者。兵庫県出身。料理人としてだけでなく、神戸北野ホテルを再建した手腕を買われ、各地のホテルやレストランのコンサルティング事業も手掛ける。2018年には「第12回ベスト・ファーザー賞 in 関西」受賞。3男1女の父でもある。

## 人物・略歴

### 少年期
少年期に、祖父母が食堂を経営していたため、調理場が暮らしの中にある生活環境で育つ。食堂の近くに化粧品メーカーの工場があり、昼休みに多くの社員の来客があった。そこで疲れた客がいっぱいのうどんをすすって元気になる姿を見て育ったことが原体験となり、「食べることは人を幸せにする」との実感を持ったことが料理人となるきっかけとなる。山口自身、調理場に入り込み包丁を握ってはかまぼこを切って食べていたりした。

### 修業時代
その後、高度成長期の真っただ中で新しい価値観や文化が流入する時代にあって、特に勉強好きでもなかったため進学することに意味を見出せず、10代には料理人となり早く社会に出ることを志すようになる。料理人を目指す多くの若者が憧れる辻調理師学校へは金銭的理由で行かずに、偶然に新聞広告で見かけた大阪の欧風レストランへ修業入りする。欧風レストランでは、キャベツの千切りを機械で切るよう指示されても、キャベツを機械で切るために料理人になったのではないとの思いから、先輩には馬鹿にされながらも毎日数十個のキャベツを包丁で切ったりしていたが、常に技術の向上を目指していたことと、元来手先が器用であったこともあり、そのうち重宝がられるほどになる。
欧風レストランで6年間働き、ホテルのフレンチレストランで修業したいとの思いが強くなった23歳の頃、料理長がホテル出身だったことで大阪ターミナルホテルを紹介され、厨房に入る。当時、サーフィンでプロを目指すほどに熱中していたほどだった山口だが、内定を機にサーフィンはきっぱりとやめ、料理一本で生きていく覚悟を固める。ホテルでの、最初の配属先は宴会部門だった。現場では、シェフが書いたフランス語のルセットが全く読めず、フォアグラなどの食材を触るのに緊張で手が震えるほどだった。ごみ箱に捨てられたメニューを拾っては、辞書と首ったけで調べ、そのうちにフランス語学校へ通うようになる。フランス料理のレストラン厨房入りを目指したが、料理人は数百人ほどおり、その中で選ばれるためにはアピールするしかないと考え「氷彫刻」の技術を学び、料理コンクールで優勝するなどの経歴を重ねて、ようやくフランス料理のレストランシェフの目に止まり、抜擢される。
フランス料理のレストランスタッフはフランス帰りが多く、フランスの修業経験がない山口は、このことがコンプレックスとなり、本場のフランスへ行きたいと考えるにいたる。パリのホテル日航で3か月間だけ働ける機会を得る。3か月の修業後、パリの二ツ星レストラン、フォージュロンを経て、3軒目に修業先としたのがブルゴーニュの名店「ラ・コート・ドール」（現「ルレ・ベルナール・ロワゾ―」）でベルナール・ロワゾーに採用された。修業先を見つけるのは簡単ではなかったが、日本人の勤勉さと手先の器用さはフランスでも定評があったため、日本人料理人は重宝されていたという。
当初は下働きが主体だったが、それでも一切手を抜かず仕事をしていた。ある日、ロワゾーが厨房で「これを切ったのは誰だ？」と千切りの西洋葱を取って叫んだ。それが山口のものだとわかるとロワゾーは「ヤマは天才だ！俺が欲しかったのはこれだ！」と言い、一瞬にして認められた。山口はここでバターや生クリームをほとんど使わない"水のフランス料理"キュイジーヌ・ア・ローを修得する。その後、「ラ・コート・ドール」の日本出店が決まり、ロワゾーから日本支店の料理長に指名され帰国する。

### ラ・コート・ドール神戸
1992年、山口をシェフとし神戸ベイシェラトンホテル＆タワーズレストラン「ラ・コート・ドール」オープン。フランスの三つ星が神戸に出店すると話題を呼んだが、わずか3年後の阪神・淡路大震災であえなく神戸から撤退。華々しいデビューから一転、山口はすべてが無に帰し、居場所がなくなったと感じる。

### 神戸北野ホテル

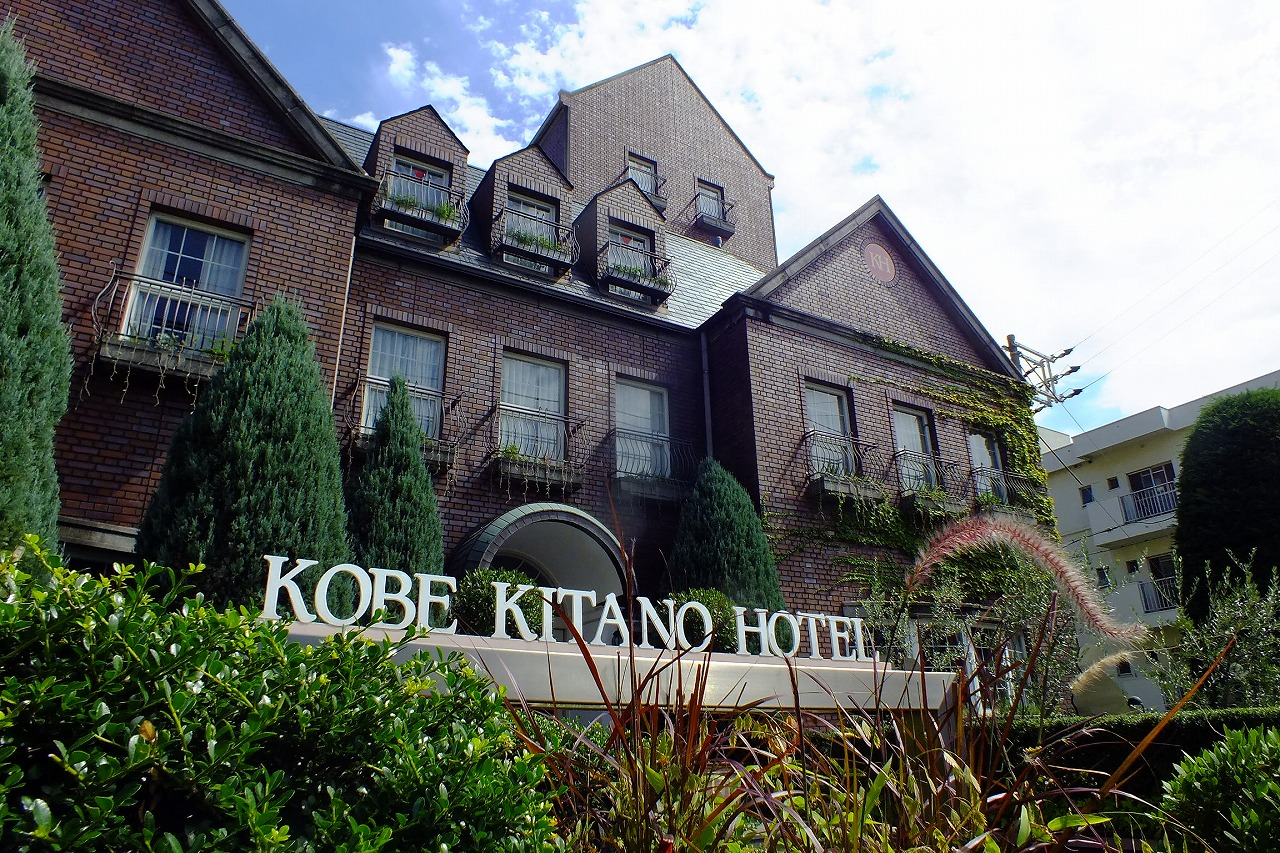
2000年6月2日、山口浩は休業中だった神戸北野ホテルの再建を引き受ける。

「ラ・コート・ドール神戸」撤退後、他の神戸市内のホテルで総料理長をしていたある日、同じく震災を受けて5年間休館状態だった「神戸北野ホテル」の新装オープンの依頼が舞い込む。山口はその建物を見た瞬間、自分が理想とするオーベルジュがここで実現できると感得、1999年に神戸北野ホテル運営会社を設立し、代表取締役就任。自ら企画運営すべてに携わり総料理長・総支配人として再建。ここでは、世界一と謳われるロワゾー直伝の朝食メニューを提供することを許されたほか、科学的解釈を料理に取り込む。

### 水のフレンチ
「ラ・コート・ドール（現「ルレ・ベルナール・ロワゾー」）」のシェフ・ベルナール・ロワゾーの発案による『水のフレンチ』は、フランス料理界に新風を巻き起こしたといわれ、バターや生クリームを極力控え、水を媒体として素材のうま味を抽出して凝縮するという料理法で、山口がフランスでの修業の結果、日本へ持ち帰ったものである。フランス料理ではソースが命と言われるが、ピュアなソースにより素材の旨みが引き立てられるだけでなく、カロリー消費が少ない現代人のニーズに合った胃に残らないメニューが可能となった。山口は、「伝統の良さを引き継ぎながらも、常においしいと感じる要素に加え、時代の半歩先を行く新鮮な驚きを味付けにする。守るべきは守り、変えるべきは変える」と述べている。

## 受賞歴
- 2008年 - 神戸マイスター
- 2011年 - ルレ・エ・シャトー・グランシェフ
- 2015年 - 料理マスターズブロンズ賞（農林水産省）
- 2016年 - フランス共和国農事功労章シュヴァリエ
- 2017年 - 「現代の名工」表彰、兵庫県技能顕功賞
- 2018年 - 第12回ベスト・ファーザー賞 in 関西、黄綬褒章
- 2020年 - 料理マスターズシルバー賞（農林水産省）

## その他
- 2004年 - 三重県プライムリゾート賢島の運営を手掛ける。[要出典]
- 2011年 - 神戸北野ホテルが「ルレ・エ・シャトー」への加盟を認められる。卓越した料理人だけに与えられる称号「グランシェフ」にも認められており、2冠はアジア初であった。4月6日、フランス料理が世界無形文化遺産に登録されたことを記念し、ベルサイユ宮殿で開催された晩餐会で「世界の料理人60人」の1人に選ばれた。[13][14]
- 2013年 - 大阪市あべのハルカスに新しい料理の世界感を表現する店「eo BERNARD LOISEAU SIGNATURE」 （エ・オ ベルナール・ロワゾー・スィニャテュール）をオープン[15]。
- 料理を化学的に捉え、どのようにデザインしていくかを、農学博士らと研究している[8]。
- 2017年5月には、神戸北野ホテルの「イグレック」に続き西宮北口のレストラン「テアトル ル・ボア」の料理をフレンチから洋食に業態変更した。この背景には、若い頃に多くのシーンでフランス料理を体験しレストランやビストロのカテゴライズができている世代である、団塊の世代とその下の世代に照準を合わせ、その世代が今何が食べたいかを山口自身が考えた結果である。「安心、安全」、「月に何回も食べられる」という条件が求められるはずと考え、頭に浮かんだのが、レトロな洋食とは違う家庭では体験できない洋食であった[16]。

## 主張・語録
- 業界全体の意識改革が必要だ。僕たちの時代は見て覚えろといわれて、自分が磨いた技術で美味しいものが作れることに価値があった。しかし、それを否定するわけではないが、僕たちが学んできた時のように時間をかけていては、飲食業界全体が生き残っていけない。
- これからはロジックやサイエンスに基づいて平等に学べるオープンな環境を作り、生産効率の高い仕事に変えていかなければならない。
- 僕は小さなイノベーションの集大成が革命だと思っている。欧風レストランでやってきた千切りも、ホテル時代のフランス語の勉強も、すべて最初は小さなイノベーションで、それが大きな変化に繋がるきっかけとなった。
- 料理人は、空に輝く星と一緒。大きく輝く星もあれば、赤に光る星も、緑に輝く星もある。高い場所で光る星も、低い場所で光る星もあるが、どれも美しい。
- 伝統的な技術を守りながら、その時々の変化を取り入れ、次の時代に渡すのが料理人の役目。次は三大栄養素に頼らない美食の世界を作ればおもしろい[17]。

（その他）

## テレビ出演
- 2015年2月23日～2018年7月4日 - 毎日放送「水野真紀の魔法のレストランR」[18]
- 2016年7月17日 - BS朝日「テイバンタイムズ」[19]
- 2017年9月29日、2018年7月2日 - NHK「ごごナマ」[20]
- 2018年5月22日他 - NHKEテレ「きょうの料理」つくろうにっぽんの味47[21]
- 2018年9月3日 - eo光テレビ「たむらけんじのぶっちゃ〜けBar」

## ラジオ出演
- 2019年1月5日・12日 - FM OH!・TOKYO FM「Nestlé presents CHEER UP! MORNING」」[22]
- 2020年9月14日 - FM大阪「Marché Coucou」[23]
- 2021年1月3日・10日 - FM大阪「WELFARE group presents それU.K.!! ミライbridge」[24]